# Phylloxylon xiphoclada
Phylloxylon xiphoclada é uma espécie vegetal da família Fabaceae.
Apenas pode ser encontrada no Madagáscar.